# Projektant gier komputerowych
Projektant gier komputerowych – określenie osoby bądź zespołu osób, które projektują gry komputerowe.
Projektant gier komputerowych zajmuje się przygotowaniem szaty graficznej, koncepcji oraz mechanizmu gry komputerowej – składników projektu gry. Jego praca może obejmować przygotowanie środowiska gry, programowanie oraz ustalanie sposobu działania współczynników numerycznych, które umożliwiają poprawne działanie gry. Projektanci gier pracują dla firm nazywanych producentami gier, które mogą również być wydawcami gier (choć nie jest to regułą). Osoba taka jest zwykle biegła w pisaniu; często posiada wykształcenie w dziedzinie pisarstwa lub pokrewnej dziedziny (jak np. językoznawstwa, ponieważ pisanie jest główną działalnością projektanta gier, cechą pożądaną jest posiadanie dużego doświadczenia w tej dziedzinie. Użyteczne, aczkolwiek niekonieczne, są również uzdolnienia artystyczne oraz umiejętności programistyczne. Projektanci gier są często biegli w zakresie nauk humanistycznych, takich jak psychologia, socjologia czy filozofia a także w pisaniu scenariuszy. Z powodu wzrastającej złożoności procesu projektowania współczesnych gier, wielu młodych projektantów gier posiada wykształcenie informatyczne lub pokrewne.
W branży gier komputerowych posada projektanta gier jest jedną z najtrudniejszych do uzyskania. Praca projektanta, wbrew obiegowym opiniom, nie jest wcale łatwa. Prawie każdy, związany z przemysłem komputerowym jest przekonany, że posiada pomysł na grę doskonałą i czeka na możliwość wcielenia go w życie. Możliwość ta może być urzeczywistniona jedynie poprzez uzyskanie posady projektanta gier, tak więc konkurencja między aspirującymi do niej jest zwykle bardzo zacięta.
Wydawcy gier komputerowych inwestują w rozwój swoich produktów kwoty sięgające nawet milionów dolarów, jest więc łatwym do zrozumienia, dlaczego wybierają oni z rozwagą projektantów gier. Jeden lub dwa nieudane projekty mogą przysporzyć firmie poważnych strat finansowych, w skrajnym przypadku doprowadzając ją do bankructwa. Z tych powodów wydawcy zwykle rekrutują projektantów spośród osób mających już duże doświadczenie w branży, biorących wcześniej udział w projektach zakończonych wydaniem gier będących sukcesami komercyjnymi. Mniej doświadczeni projektanci zatrudniani są zwykle przy pracy nad grami o dużo niższym budżecie.

## Historia
Pierwsze gry komputerowe tworzone były w latach sześćdziesiątych i siedemdziesiątych przez programistów, dla których zajęcie to stanowiło hobby, ponieważ nie istniał jeszcze rynek zbytu dla gier komputerowych. Niektóre gry były tworzone przez inżynierów elektryków, jako swojego rodzaju „atrakcja turystyczna” dla odwiedzających ich laboratoria komputerowe (np. OXO, Tennis for Two), inne przez studentów, piszących gry dla swoich znajomych (Spacewar, Star Trek, Dungeon).
Niektóre z gier stworzonych w tamtych czasach takie jak Zork, Baseball, Air Warrior czy Colossal Cave Adventure stworzyły podwaliny pod wczesny przemysł gier komputerowych.
W początkach historii gier komputerowych, projektanci gier byli często również głównymi bądź jedynymi programistami piszącymi gry, i stan ten utrzymał się również na początku formowania się przemysłu gier komputerowych w latach siedemdziesiątych. Znaczącym wyjątkiem była firma Coleco, która od początku swojej działalności na rynku oddzieliła funkcję programisty i projektanta gier.
W miarę wzrostu stopnia skomplikowania gier komputerowych, połączonego z rozwojem domowych komputerów, praca projektanta stawała się coraz bardziej wydzieloną funkcją, często pełnił ją główny programista, występujący także w roli projektanta, w zależności od potrzeby chwili. W wielu przypadkach silniki gier są pisane w sposób, który ogranicza rolę programistów w procesie powstawania gry.
Jeszcze później skomplikowanie gier osiągnęło stopień, który wymagał wydzielenia osoby, zajmującej się jedynie projektowaniem gier. Wielu ówczesnych weteranów – twórców gier, wybrało właśnie tę funkcję, porzucając programowanie i pozostawiające to zadanie innym członkom zespołu.
Współcześnie bardzo trudno jest znaleźć grę komputerową, której główny programista byłby jednocześnie jej głównym projektantem, z wyjątkiem bardzo prostych gier w rodzaju Tetrisa. W przypadku bardzo złożonych gier takich jak gry typu MMORPG lub gier sportowych, strategicznych czy symulacji, liczba projektantów dochodzi do kilkunastu, z jednym lub dwoma głównymi projektantami, koordynującymi całość projektu, podczas gdy niżsi rangą projektanci zajmują się opracowywaniem podsystemów gry. W wielkich kompaniach, takich jak Electronic Arts, za proces opracowywania każdego aspektu gry (np. projektowanie interfejsu użytkownika, tworzenie świata gry czy obiektów) może mieć oddzielnego producenta, nadrzędnego projektanta wspomaganego przez kilku podlegających mu pracowników.